# Талица (Пышминский муниципальный округ)
Талица — деревня в Пышминском городском округе Свердловской области России, на территории которого находится Пророко- Илиинская церковь.

## География
Деревня Талица муниципального образования «Пышминский городской округ» Свердловской области расположена в 21 километрах на севере-западе от посёлка Пышма (автомобильной дорогой — 24 километра), на обоих берегах реки Мостовая (левый приток реки Юрмач, бассейна реки Пышма), в устье левого притока реки Талица. Деревня расположена на реке Талица, от которой и получило свое название, в местности возвышенной, открытой, окруженной березовыми и осиновыми лесами, с почвою чернозёмной и местами глинистой.

## История
До 1876 года село Талицкое было деревней прихода Юрмыцкого.
В начале XX века в селе имелось земское народное училище.

## Пророко-Илиинская церковь
Первый деревянный храм был построен в 1876 году на средства прихожан, а 17 мая 1890 года от сильного пожара в селе сгорел. В 1893 году был заложен каменный, однопрестольный храм и 9 декабря 1897 года был освящен во имя святого Пророка Илии, иконостас в храме устроен за 3000 рублей, пожертвованных Екатеринбургским купцом М. Рожновым. Причт, состоящий из священника и псаломщика, помещался в церковных домах.
В 1922 году из храма было изъято 1,7 килограмм серебра. В 1937 году церковь была закрыта. В советское время и в настоящее время располагался клуб, храм не восстанавливается.

## Население
В 1876 году прихожан в деревнях Талица и Холкина числилось 538 человек. В 1900 году численность населения в приходе составляла 739 мужчин и 791 женщин; всё население было русское, крестьяне, занимащиеся исключительно земледелием.
| 2002 | 2010 | 2021 |
| ---- | ---- | ---- |
| 358  | ↗366 | ↘307 |